# 슈도모나스목
슈도모나스목(Pseudomonadales)은 프로테오박테리아에 속한 목이다. 슈도모나스(Pseudomonas), 모락셀라(Moraxella), 아시네토박터(Acinetobacter) 등의 속에 포함된 일부 종은 사람, 동물, 식물에서 병을 일으킬 수 있는 병원성 세균이다.

## 하위 과
- 모락셀라과(Moraxellaceae Rossau et al. 1991)
- 슈도모나스과(Pseudomonadaceae Winslow et al. 1917 (Approved Lists 1980))
- 벤토시모나과(Ventosimonadaceae Lin et al. 2016)